# Egídio
 (janvier 2017).
Si vous disposez d'ouvrages ou d'articles de référence ou si vous connaissez des sites web de qualité traitant du thème abordé ici, merci de compléter l'article en donnant les références utiles à sa vérifiabilité et en les liant à la section « Notes et références ».
Egídio de Araújo Pereira Júnior, plus connu sous le nom d'Egídio, né le 16 juin 1986 à Rio de Janeiro au Brésil, est un footballeur brésilien évoluant au poste d'arrière gauche au Coritiba FC.

## Biographie

### Début de carrière et prêts
Révélé dans les équipes juniors du club de sa ville natale du CR Flamengo (où il a été considéré comme un grand espoir du club), il participe en 2005 au tournoi Rio-São Paulo avec les Mengão[réf. nécessaire].
Il fait ses débuts professionnels avec l'équipe senior de Flamengo en 2006, dans une saison où il dispute trois[réf. nécessaire] matchs durant le championnat de Rio de Janeiro.
Cependant, au début de l'année 2007, il est finalement prêté au Paraná Clube. Titulaire indiscutable, il est élu cette saison-là meilleur arrière gauche du championnat du Paraná[réf. nécessaire].
En 2008, revenu à Flamengo (où il participe à la conquête du Championnat de Rio), il ne parvient toujours pas à s'imposer dans l'effectif, et finit de nouveau prêté au club de l'EC Juventude à la mi-saison[réf. nécessaire].
En 2009, revenu de prêt, il remporte le championnat de son état, avant d'être à nouveau prêté au Figueirense en Série B, puis à l'EC Vitória jusqu'en décembre de la saison suivante (y remportant la Coupe du Brésil 2010).
En 2011, il est de retour dans son club formateur, et commence la saison en disputant la plupart des matchs de la conquête cette saison de la Coupe Guanabara, de la Coupe Rio ainsi que du championnat de l'État. Cette même saison, il part à nouveau en prêt et ce pour la 5e saison consécutive, avec le Ceará (et ce jusqu'au 28 octobre 2011).
En 2012, il effectue le dernier prêt sous les couleurs de Flamengo, cette fois-ci avec le club de Goiás. Il marque cette saison 8 buts et effectue 28 passes décisives, recevant alors le surnom du « roi des passes »[réf. nécessaire].

### Cruzeiro
Il est recruté par le club de Cruzeiro le 3 décembre 2012. 
Avec Os Celestes, il remporte lors de sa première saison le championnat du Brésil de 2013.
La saison suivante, devenu titulaire indiscutable, Egídio remporte à nouveau le championnat brésilien de 2014, ainsi que celui du Minas Gerais. Le 2 novembre 2014, il dispute sa 100e rencontre avec Cruzeiro, et inscrit le 2e but lors du succès 2-1 sur Botafogo. Cette saison-là, il est élu meilleur arrière gauche du championnat brésilien[réf. nécessaire].

### Dnipro Dnipropetrovsk
Le 6 janvier 2015, il rejoint l'Europe et signe avec le club ukrainien du FK Dnipro Dnipropetrovsk pour la somme de 6,4 millions de réals brésiliens (approximativement, 1,5 million d'euros).
Cependant, le 28 mars, il entre en conflit avec le club, pour non-paiement. Son avocat parvient à faire résilier son contrat, et Egídio rentre alors au pays.

### Palmeiras
Le 31 mars, retourné au Brésil, il signe un contrat avec le club pauliste de Palmeiras jusqu'en 2017.
Il remporte la coupe du Brésil 2015, ainsi que le championnat du Brésil 2016.

## Palmarès

### Palmarès en club
| Flamengo \| - Coupe du Brésil (1) : - Vainqueur : 2006. - Championnat de Rio de Janeiro (3) : - Champion : 2008, 2009 et 2011. \| \| - Coupe Guanabara (2) : - Vainqueur : 2008 et 2011. - Coupe Rio (2) : - Vainqueur : 2009 et 2011. \| |  | Vitória - Championnat de Bahia (1) : - Champion : 2010. - Coupe du Nord-Est (1) : - Vainqueur : 2010. |  | Goiás - Championnat du Brésil D2 (1) : - Champion : 2012. - Championnat du Goiás (1) : - Champion : 2012. |
| - Coupe du Brésil (1) : - Vainqueur : 2006. - Championnat de Rio de Janeiro (3) : - Champion : 2008, 2009 et 2011. |  | - Coupe Guanabara (2) : - Vainqueur : 2008 et 2011. - Coupe Rio (2) : - Vainqueur : 2009 et 2011.     |  | |

| Cruzeiro - Championnat du Brésil (2) : - Champion : 2013 et 2014. - Championnat du Minas Gerais (1) : - Champion : 2014, 2018. - Coupe du Brésil (1) : - Vainqueur : 2018. |  | Palmeiras - Championnat du Brésil (1) : - Champion : 2016. - Coupe du Brésil (1) : - Vainqueur : 2015. |

### Distinctions individuelles
- Sélection du Championnat du Goiás 2012
- Sélection du Championnat du Brésil 2014